# Мец, Юрий Семёнович
Мец Юрий Семёнович (20 августа 1930, Малая Александровка, Херсонский округ — 18 января 2024, Кривой Рог, Днепропетровская область) — советский и украинский учёный в области горного дела. Доктор технических наук (1986), профессор (1987), член-корреспондент АГНУ (1995), академик АГНУ (1999). Лауреат государственной премии Украины в области науки и техники (1997).

## Биография
Родился 20 августа 1930 года в селе Малая Александровка Великоалександровского района (ныне в Херсонской области).
В 1953 году окончил Криворожский горнорудный институт. Работал начальником смены рудника в Донбассе.
В 1955—1986 годах — заведующий лабораторией, заведующий отделом взрывных и открытых горных работ Научно-исследовательского горнорудного института в Кривом Роге.
С 1987 года — заведующий кафедрой гидрогеологии, инженерной геологии, строительных материалов и фундаментов Криворожского горнорудного института.

## Научная деятельность
Специалист в области горного дела. Автор научных работ.
Разработал ряд положений теории оптимального управления взрывом и модель комплексной механизации взрывных работ на шахтах Кривбасса. Обосновал новое физическое явление — взрывную усталость горных пород, на основании чего разработаны методы суперизмельчения, позволившие интенсифицировать обогащение железистых кварцитов.

### Научные труды
- Управление энергией взрыва при разрушении горных пород / Киев, 1971.
- Комплексная механизация взрывных работ на горнорудных предприятиях / Киев, 1974.
- Взрывные работы в сложных горно-геологических условиях / Киев, 1979.

## Награды
- Государственная премия Украины в области науки и техники (1997);

## Память
- 26 июля 2024 года улица Макаренко в Кривом Роге переименована в улицу Академика Меца[1].